# Vyšehrad (hradiště)
Vyšehrad (829,1 m n. m.) je hradiště na stejnojmenném vrchu v pohoří Žiar, nad obcí Jasenovo a částí obce Nitrianske Pravno - Vyšehradné.
Vyšehradské sedlo bylo strategickým přechodem z Ponitří do Turce, využívaným již v počátcích osidlování Slovenska. Na těžko přístupném vrchu Vyšehrad jsou tak od mladší doby kamenné zaznamenávány stopy osídlení. Výrazné stopy se v lokalitě spojují s dobou bronzovou a lidem lužické kultury (1200 - 700 před Kr.), jakož i s pozdější dobou železnou (750 před Kr. - 0), ze kterých se zde našlo množství nálezů.
Nejvýznamnější roli sehrálo hradiště v období Velké Moravy, kdy bylo centrem regionu. Osidlování území na sever vyžadovalo budovat opevněná místa, ze kterých se rozšiřovala moc z Ponitří do Turce, na Oravu či Liptov. Obrannou a obchodní funkci výšinného hradiska postupně přebíraly okolní osady a po zániku Velké Moravy upadl i jeho význam.
Ve 13. století se objevují první písemné zprávy o Vyšehradě, který spravoval rod Diviackých. Z roku 1277 pochází zpráva, že po mongolském vpádu se Vyšehrad vzpomínal už jen jako bývalý hrad. V 15. století se část bratříků, pronásledovaných královskými vojsky, ukryla i na Vyšehradě. Z tohoto období pocházejí nálezy zbraní, rozličných železných předmětů, součástí koňských postrojů, hlásný roh, ale zejména mince z 2. poloviny 15. století .
Území na vrcholu je součástí NPR Vyšehrad.

## Přístup
- po  označeném turistickém chodníku z Vyšehradského sedla (579 m n. m.)